# Yōichirō Kakitani
Yōichirō Kakitani (柿谷 曜一朗 Kakitani Yōichirō?, Osaka, Osaka, 3 de enero de 1990) es un exfutbolista japonés que jugaba como delantero.

## Selección nacional
Fue partícipe con la selección sub-17 de Japón en el Campeonato Sub-17 de la AFC de 2006 donde fue, además de campeón, mejor jugador del certamen. En el Mundial fue una de las figuras de su equipo aunque no pudieron pasar de la primera fase. Pese a ello Kakitani marcó dos goles ante Haití y Francia. Con la sub-20 disputó el Campeonato Juvenil de la AFC de 2008 donde su equipo no pudo clasificar para la Copa Mundial de Fútbol Sub-20 de 2009.
Con la selección absoluta debutó en el Campeonato de Fútbol del Este de Asia 2013 frente a China, torneo en el que fue goleador del mismo con 3 tantos.
El 12 de mayo de 2014 fue confirmado por Alberto Zaccheroni para disputar la Copa Mundial de Fútbol de 2014.

### Participaciones en Copas del Mundo
| Mundial                               | Sede          | Resultado    | Partidos | Goles |
| ------------------------------------- | ------------- | ------------ | -------- | ----- |
| Copa Mundial de Fútbol Sub-17 de 2007 | Corea del Sur | Primera fase | 3        | 2     |
| Copa Mundial de Fútbol de 2014        | Brasil        | Primera fase | 2        | 0     |

## Clubes
| Club                      | País  | Año       |
| ------------------------- | ----- | --------- |
| Cerezo Osaka              | Japón | 2006-2014 |
| Tokushima Vortis (cedido) | Japón | 2009-2011 |
| F. C. Basilea             | Suiza | 2014-2015 |
| Cerezo Osaka              | Japón | 2016-2020 |
| Nagoya Grampus            | Japón | 2021-2022 |
| Tokushima Vortis          | Japón | 2023-2024 |

## Palmarés

### Títulos nacionales
| Título             | Club           | País  | Año  |
| ------------------ | -------------- | ----- | ---- |
| Superliga de Suiza | F. C. Basilea  | Suiza | 2015 |
| Copa J. League     | Cerezo Osaka   | Japón | 2017 |
| Copa del Emperador | Cerezo Osaka   | Japón | 2017 |
| Supercopa de Japón | Cerezo Osaka   | Japón | 2018 |
| Copa J. League     | Nagoya Grampus | Japón | 2021 |

### Títulos internacionales
| Título                                | Club (*) | Sede          | Año  |
| ------------------------------------- | -------- | ------------- | ---- |
| Campeonato de Fútbol del Este de Asia | Japón    | Corea del Sur | 2013 |

(*) Incluyendo la selección.